# Колындянская сельская община
Колындянская сельская община (укр. Колиндянська сільська громада) — территориальная община в Чортковском районе Тернопольской области Украины.
Административный центр — село Колындяны.
Население составляет 6694 человека. Площадь — 155,8 км².
В соответствии с распоряжением Кабинета Министров Украины от 12 июня 2020 года, в состав общины вошла территория Великочерноконецкого, Давыдковского, Колындянского, Малочерноконецкого, Пробежнянского, Тарнавского, Толстеньковского и Черноконецко-Волянского сельских советов Чортковского района.

## Населённые пункты
В состав общины входит 8 сёл:
- Колындяны
- Великочерноконецкий старостинский округ:
  - Великие Черноконцы
- Давыдковский старостинский округ:
  - Давыдковцы
- Малочерноконецкий старостинский округ:
  - Малые Черноконцы
- Пробежнянский старостинский округ:
  - Пробежная
- Тарнавский старостинский округ:
  - Тарнавка
- Толстеньковский старостинский округ:
  - Толстенькое
- Черноконецко-Волянский старостинский округ:
  - Черноконецкая Воля